# La Plagne Tarentaise
La Plagne Tarentaise ist eine französische Gemeinde mit 3.825 Einwohnern (Stand: 1. Januar 2022) im Département Savoie in der Region Auvergne-Rhône-Alpes. Sie gehört zum Arrondissement Albertville und zum Kanton Bourg-Saint-Maurice.

## Geographische Lage
La Plagne Tarentaise liegt rund 29 Kilometer ostsüdöstlich von Albertville in der Tarentaise. Durch die Gemeinde fließt die Isère. Umgeben wird La Plagne Tarentaise von den Nachbargemeinden Beaufort im Norden, Les Chapelles im Osten und Nordosten, Landry im Osten, Peisey-Nancroix im Südosten, Champagny-en-Vanoise im Süden, Bozel im Südwesten sowie Aime-la-Plagne im Westen.
Durch die Gemeinde führt die Route nationale 90.

## Geschichte
Zum 1. Januar 2016 wurde La Plagne Tarentaise als Commune nouvelle aus den bis dahin eigenständigen Kommunen Bellentre, La Côte-d’Aime, Mâcot-la-Plagne und Valezan gebildet.

## Gliederung
| Ortsteil                            | ehemaliger INSEE-Code | Fläche (km²) | Einwohnerzahl (2016) |
| ----------------------------------- | --------------------- | ------------ | -------------------- |
| Bellentre                           | 73038                 | 23,94        | .0924                |
| La Côte-d’Aime                      | 73093                 | 26,26        | .0813                |
| Mâcot-la-Plagne (Verwaltungssitz)00 | 73150                 | 37,86        | 1.705                |
| Valezan                             | 73305                 | 08,01        | .0218                |

## Sehenswürdigkeiten
- Der 1911 als Monument historique eingestufte Dolmen von Mâcot-la-Plagne (auch Dolmen von Nantfrozin) liegt südöstlich von La Plagne Tarentaise.
- Kirche von Mâcot-la-Plagne
- Kirche Saint-André in Bellentre
- Kirche Saint-Laurent in La Côte-d’Aime
- Kirche Saint-François-de-Sales in Valezan

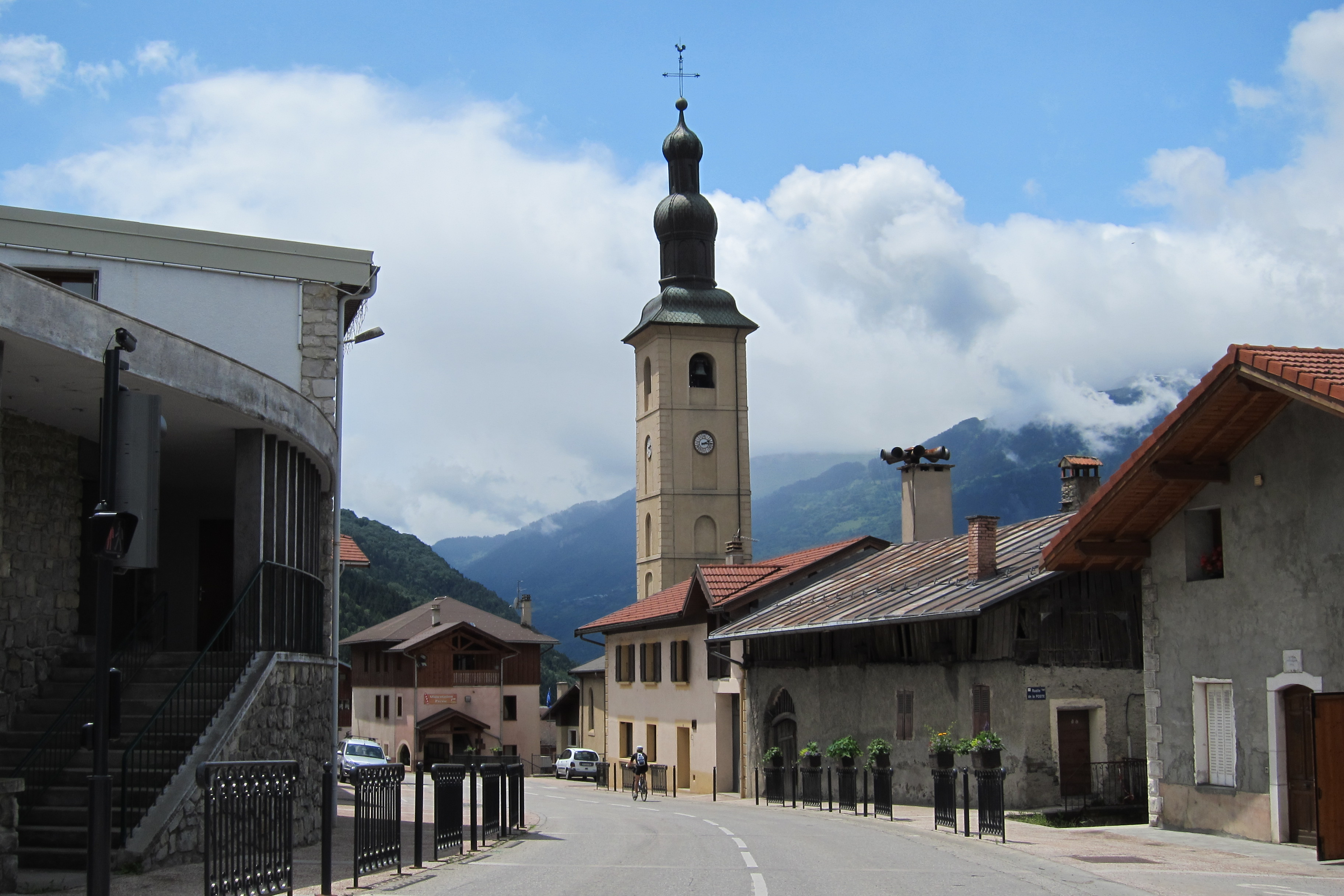
Kirche von Mâcot-la-Plagne

- zahlreiche Kapellen

## Persönlichkeiten
- Auguste Mudry (1913–1973), Politiker (PCF)